# Alex Lauzon

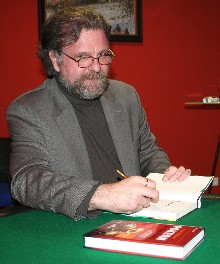
Buchautor und Pokerprofi Alex Lauzon

Alex Lauzon (* 12. April 1957 in Wien) ist ein österreichischer Buchautor. Er lebt seit 1996 in Montreal.
Seine Bücher gehören zu den ersten Veröffentlichungen zum Thema Poker im deutschen Sprachraum. Zwei seiner Werke wurden im Piper-Verlag neu aufgelegt. Seit Juni 2008 schreibt er im von der WEKA Holding herausgegebenen Royal-Flush-Magazin eine Kolumne mit dem Titel: „Tagebuch eines (Poker)-Spielers“. Außerdem verfasst er regelmäßige Strategie-Empfehlungen für Pokerolymp.de.

## Werke
- Poker – Geld verdienen mit dem spannendsten Kartenspiel der Welt, 2006, ISBN 3-936994-27-7
- Pokern wie die Profis, 2007, ISBN 978-3-936994-39-1
- Poker für Einsteiger, DVD 2007, ISBN 978-3-936994-41-4
- Erfolgreich bluffen beim Texas Hold’em Poker, 2008, ISBN 978-3-936994-81-0